# José María Martín Carpena
José María Martín Carpena (Málaga, 19 de abril de 1950-15 de julio de 2000) fue un político español, concejal del Partido Popular en el Ayuntamiento de Málaga, asesinado por la organización terrorista ETA en el año 2000. 

## Biografía
Fue Diplomado en Administración de Empresas, Técnico en Tributación y Asesoría Fiscal y trabajó en el Instituto Nacional de la Seguridad Social en el Ministerio de Asuntos Sociales.
Su carrera política comenzó al ser nombrado concejal por el PP el 21 de abril de 1997, en sustitución de Juan Manuel Moreno Bonilla que marchaba como diputado a la Junta de Andalucía. En las elecciones municipales de 1999 ocupó el puesto número 15 en la lista que lideraba Celia Villalobos, por lo que revalidó su puesto como concejal al conseguir el PP mayoría absoluta con 19 concejales.

### Asesinato
Fue asesinado a las 21:40 de la noche del sábado del 15 de julio de 2000, mientras cogía el coche oficial frente a su domicilio para dirigirse a un pregón local llamado el Pregón de la Biznaga. Carpena iba acompañado de su mujer y su hija que entonces tenía tan solo 17 años y que estuvieron presentes durante el asesinato. Cuando la familia iba a subir al coche oficial, el etarra Jon Igor Solana Matarrán, que llevaba más de una hora esperando su salida, disparó seis veces, cuatro alcanzaron al político, uno de ellos en la nuca, que le provocó la muerte en el acto. Una vez cometido el asesinato, el asesino escapó en otro vehículo donde le estaba esperando el etarra Harriet Iragi Gurrutxaga. Martín Carpena nunca recibió amenazas, por lo que no llevaba escolta.
Al día siguiente se instaló una capilla ardiente en el Ayuntamiento de Málaga y los ciudadanos llevaron a cabo una protesta contra la violencia y el terrorismo. Acto seguido se celebró el funeral en la Catedral de Málaga, al que asistieron numerosos políticos entre los que se encontraban José María Aznar, Manuel Chaves, Ana Botella, Jaime Mayor Oreja, Jesús Posada, Javier Arenas y el alcalde Francisco de la Torre.

### Detención de los asesinos
Igor Solana y Harriet Iragi fueron detenidos en Sevilla tres meses después, tras asesinar al militar Antonio Muñoz Cariñanos y en 2001 fueron sentenciados a 30 años de prisión.

### Reconocimiento
El día después de su asesinato se le concedió la Medalla de Oro de la ciudad a título póstumo y en septiembre del mismo año se decidió cambiar el nombre del Palacio de Deportes Ciudad de Málaga a Palacio de Deportes Martín Carpena, nombre que aún mantiene. Se celebró un homenaje en localidad natal en su honor 10 años después de su muerte, en 2010. Hay un busto en su memoria en el Parque de Huelin.